# Chorges
Chorges é uma comuna francesa na região administrativa da Provença-Alpes-Costa Azul, no departamento de Altos-Alpes. Estende-se por uma área de 53,34 km². Em 2010 a comuna tinha 3 134 habitantes (densidade: 58,8 hab./km²).
Durante a Roma Antiga, Chorges era conhecida como Caturigômago (em latim: Caturigomagus).